# Амурськ
Аму́рськ (рос. Амурск) — місто, центр Амурського району Хабаровського краю, Росія. Адміністративний центр та єдиний населений пункт Амурського міського поселення.

## Географія
Місто розташоване на північному сході Середньоамурської низовини, на річці Амур, за 328 км на північ від Хабаровська та за 45 км на південь від Комсомольська-на-Амурі.

## Населення
Населення — 42970 осіб (2010; 47759 у 2002).

## Галерея

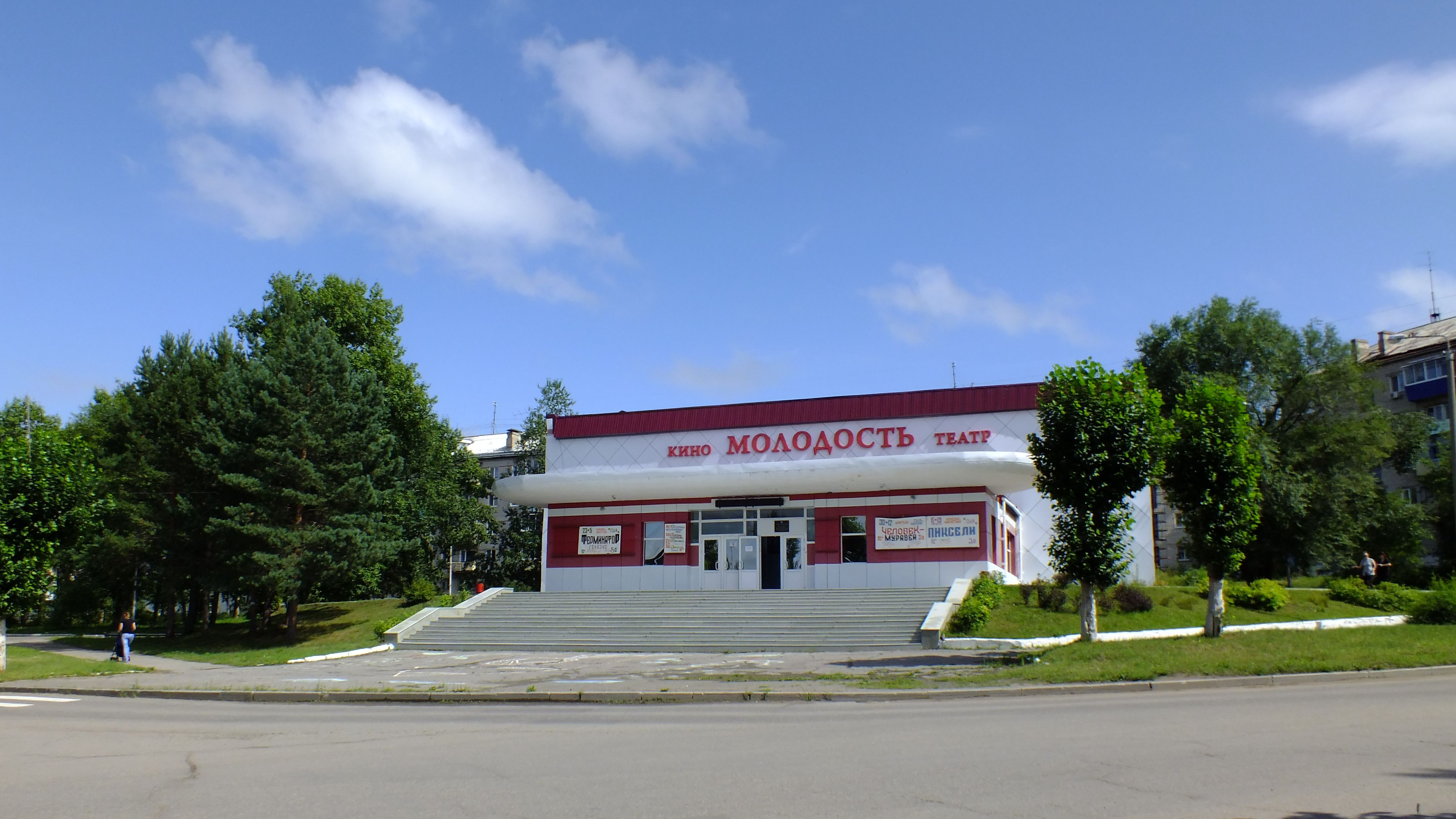
Кінотеатр «Молодість»
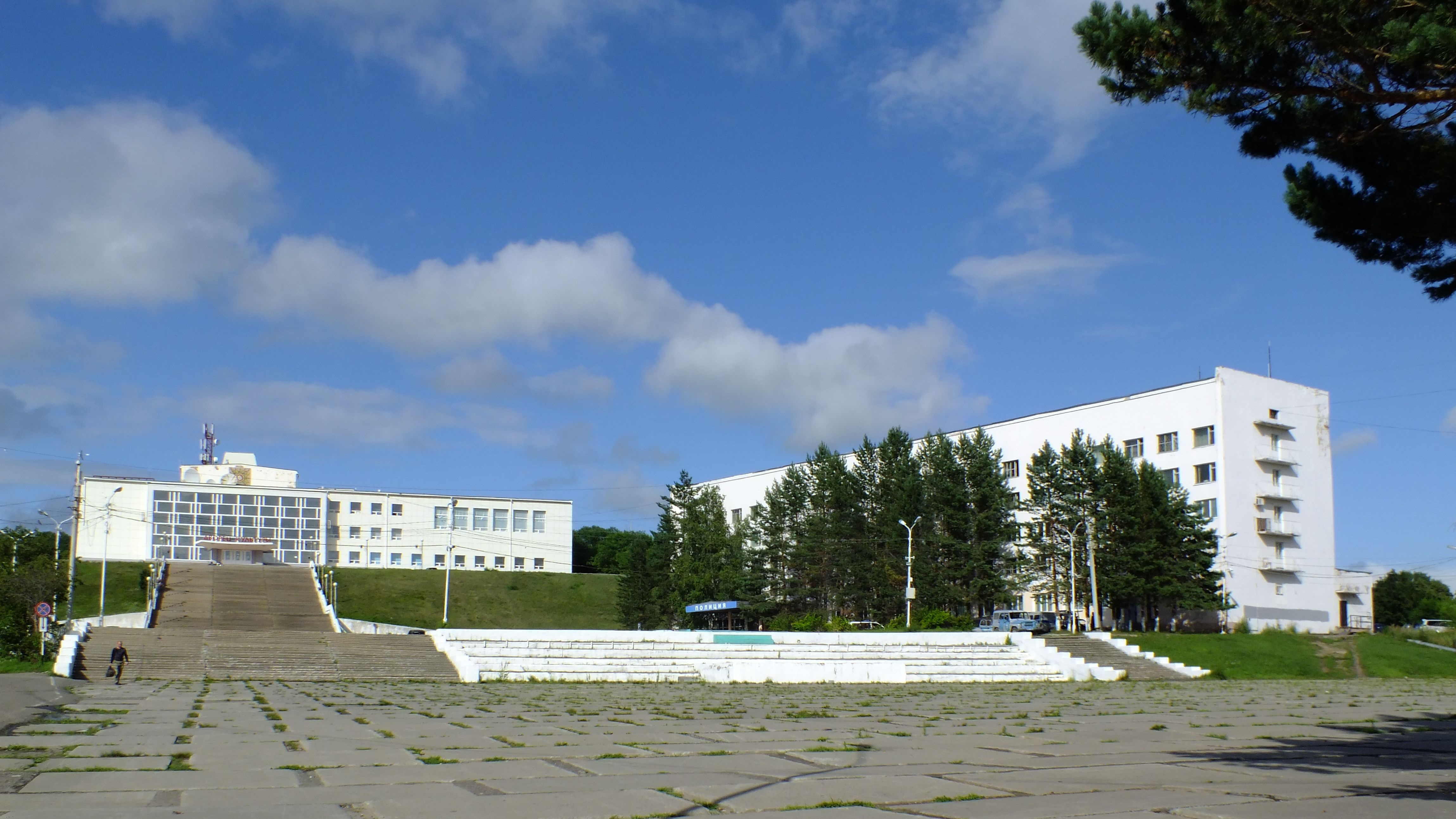
Будинок культури й будівля поліцейського відділку
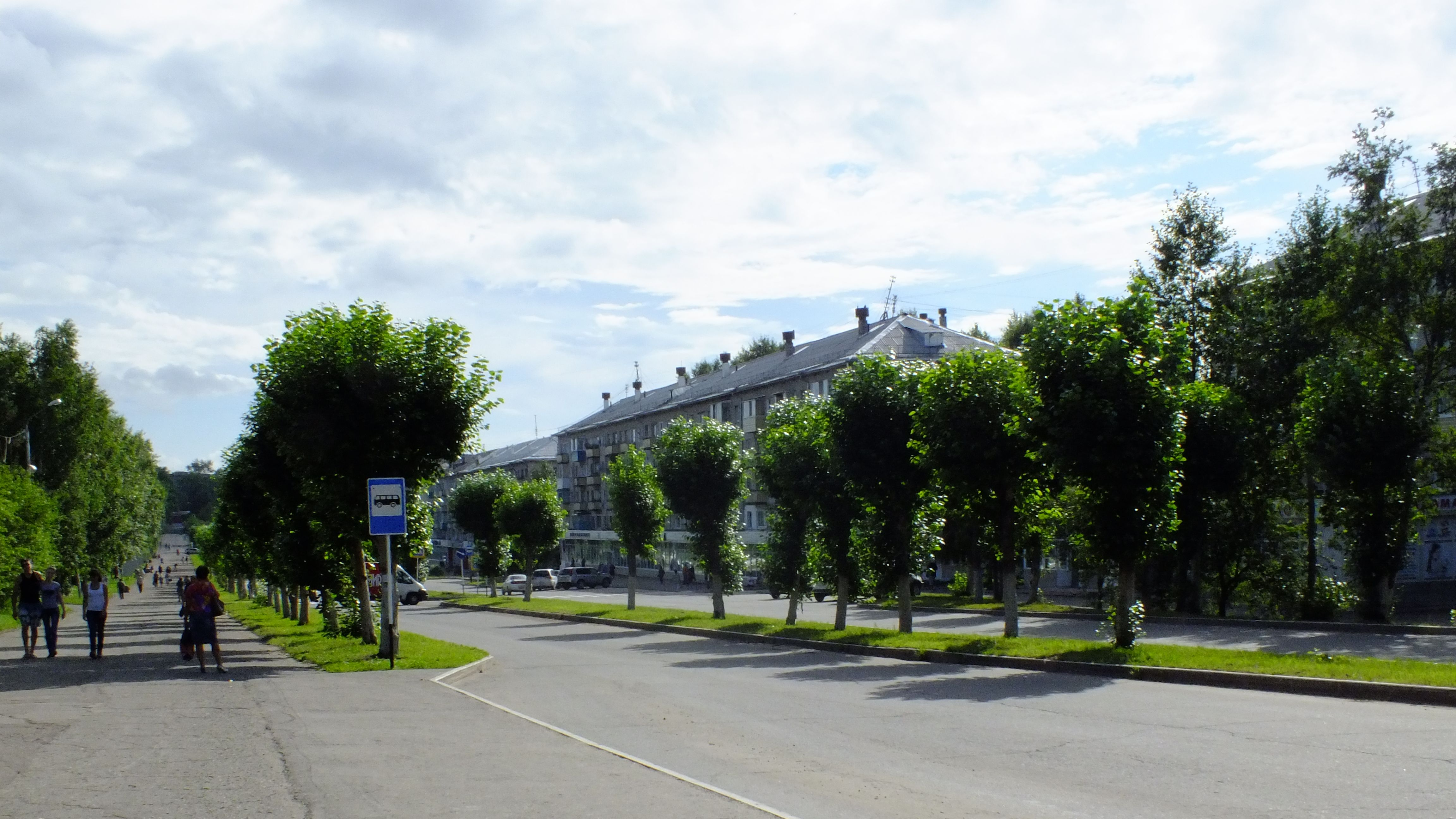
Комсомольський проспект